# آيت علي بوشان (بوشاوون)
آيت علي بوشان هي إحدى مشيخات المملكة المغربية، تتبع جغرافيا لإقليم فكيك وإداريًا لبوشاوون. يقدر عدد سكانها بـ 1864 نسمة حسب الإحصاء الرسمي للسكان والسكنى لسنة 2004.